# Gotra punctulata
Gotra punctulata är en stekelart som beskrevs av Cheesman 1936. Gotra punctulata ingår i släktet Gotra och familjen brokparasitsteklar. Inga underarter finns listade i Catalogue of Life.